# Saski Baskonia 2008-2009
Questa voce raccoglie le informazioni riguardanti il Saski Baskonia nelle competizioni ufficiali della stagione 2008-2009.

## Stagione
La stagione 2008-2009 del Saski Baskonia è la 36ª nel massimo campionato spagnolo di pallacanestro, la Liga ACB.

## Roster
Aggiornato al 17 novembre 2021.
| TAU Cerámica 2008-09 | TAU Cerámica 2008-09 |
| Giocatori            | Staff tecnico        |
| -------------------- | -------------------- |

| N. | Naz.                                                | Ruolo | Nome                  | Anno | Alt.   | Peso   |  |
| -- | --------------------------------------------------- | ----- | --------------------- | ---- | ------ | ------ |  |
| 5  | Argentina (bandiera) · Italia (bandiera)            | P     | Pablo Prigioni        | 1977 | 191 cm | 88 kg  |  |
| 6  | Stati Uniti (bandiera)                              | G     | Robert Hite           | 1984 | 190 cm | 80 kg  |  |
| 6  | Macedonia del Nord (bandiera) · Slovenia (bandiera) | P     | Vlado Ilievski        | 1980 | 188 cm | 82 kg  |  |
| 8  | Serbia (bandiera)                                   | G     | Igor Rakočević        | 1978 | 191 cm | 83 kg  |  |
| 9  | Spagna (bandiera)                                   | GA    | Sergi Vidal (C)       | 1981 | 199 cm | 89 kg  |  |
| 10 | Argentina (bandiera) · Spagna (bandiera)            | PG    | Matías Nocedal        | 1990 | 192 cm | 86 kg  |  |
| 11 | Argentina (bandiera) · Spagna (bandiera)            | AP    | Ariel Eslava          | 1979 | 202 cm | 98 kg  |  |
| 12 | Bosnia ed Erzegovina (bandiera)                     | AG    | Mirza Teletović       | 1985 | 206 cm | 111 kg |  |
| 15 | Stati Uniti (bandiera)                              | P     | John Lucas            | 1982 | 181 cm | 75 kg  |  |
| 19 | Spagna (bandiera)                                   | AP    | Fernando San Emeterio | 1984 | 199 cm | 100 kg |  |
| 21 | Brasile (bandiera) · Spagna (bandiera)              | C     | Tiago Splitter        | 1985 | 211 cm | 111 kg |  |
| 22 | Stati Uniti (bandiera)                              | P     | Mustafa Shakur        | 1984 | 191 cm | 88 kg  |  |
| 25 | Argentina (bandiera) · Italia (bandiera)            | AG    | Víctor Baldo          | 1977 | 202 cm | 102 kg |  |
| 33 | Stati Uniti (bandiera)                              | AP    | Pete Mickeal          | 1978 | 199 cm | 99 kg  |  |
| 42 | Croazia (bandiera)                                  | C     | Stanko Barać          | 1986 | 217 cm | 111 kg |  |
| 45 | Stati Uniti (bandiera) · Spagna (bandiera)          | C     | Will McDonald         | 1979 | 208 cm | 120 kg |  |

| Allenatore                                                                      |
| - Duško Ivanović                                                                |
| Assistente/i                                                                    |
| - David Gil - Ibon Navarro Legenda - (C) Capitano - (IN) Inattivo - Infortunato |

## Mercato

### Sessione estiva
| Acquisti | Acquisti              | Acquisti        | Acquisti      | Acquisti |
| R.a      | Nome                  | da              | Modalità      |          |
| -------- | --------------------- | --------------- | ------------- | -------- |
| AP       | Ariel Eslava          | G. de Comodoro  | definitivo    |          |
| P        | Mustafa Shakur        | Sopot           | definitivo    |          |
| AP       | Fernando San Emeterio | S. Josep Girona | definitivo    |          |
| C        | Stanko Barać          | Valencia        | fine prestito |          |
| PG       | Matías Nocedal        | Mérida          | fine prestito |          |

| Cessioni | Cessioni        | Cessioni           | Cessioni       | Cessioni |
| R.       | Nome            | a                  | Modalità       |          |
| -------- | --------------- | ------------------ | -------------- | -------- |
| AG       | James Singleton | Dallas Mavericks   | fine contratto |          |
| PG       | Zoran Planinić  | CSKA Mosca         | fine contratto |          |
| AP       | Simas Jasaitis  | Joventut Badalona  | fine contratto |          |
| G        | Ander García    | Archena            | fine contratto |          |
| AG       | Lucho Fernández | Breogán            | fine contratto |          |
| AC       | Martín Buesa    | Fundación Baskonia | prestito       |          |

### Dopo l'inizio della stagione
| Acquisti | Acquisti       | Acquisti         | Acquisti       | Acquisti   |
| R.       | Nome           | da               | Data           | Modalità   |
| -------- | -------------- | ---------------- | -------------- | ---------- |
| G        | Robert Hite    | Phoenix Suns     | novembre 2008  | definitivo |
| P        | Vlado Ilievski | Olimpija Lubiana | dicembre 2008  | prestito   |
| P        | John Lucas     | Colorado 14ers   | 27 aprile 2009 | definitivo |
| AG       | Víctor Baldo   | Valladolid       | maggio 2009    | definitivo |

| Cessioni | Cessioni       | Cessioni    | Cessioni        | Cessioni    |
| R.       | Nome           | a           | Data            | Modalità    |
| -------- | -------------- | ----------- | --------------- | ----------- |
| G        | Robert Hite    | Ostenda     | dicembre 2008   | rescissione |
| P        | Mustafa Shakur | Panellīnios | 22 gennaio 2009 | rescissione |
| PG       | Matías Nocedal | Vic         | febbraio 2009   | prestito    |